# Морозовљева Варош
Морозовљева Варош (рус. Посёлок имени Морозова), неслужбено познато и као Морозовка рус. Морозовка) насељено је место са административним статусом варошице (рус. посёлок городского типа) на северозападу европског дела Руске Федерације. Налази се на северозападу Лењинградске области и административно припада Всеволошком рејону.
Према проценама националне статистичке службе за 2015. у вароши је живело 10.712 становника.
Статус насеља урбаног типа, односно варошице носи од 1927. године.

## Географија
Насеље је смештено на десној обали реке Неве, на месту где она започиње свој ток као отока језера Ладога. Насупрот вароши на острву усред Неве налази се тврђава Орешек, док је на левој обали град Шлисељбург.
Од рејонског центра града Всеволошка налази се на око 21 километар источно.

## Историја
Данашње насеље се развило из радничког села запослених у фабрици која се бавила производњом барута. Барутана чија градња је започела 1882. са радом је службено почела 1. децембра 1883. године. Паралелно са фабриком развијало се и насеље које је за веома кратко време добило физиономију праве урбане целине. У почетку насеље се називало Шереметјевском фабриком и Варошицом Шлисељбуршких радника у барутани.
Садашње име насеље је службено добило 1934. године, а у част руског и совјетског револуционара и научника Николаја Морозова који је у периоду од 1884. до 1905. године био затворен у оближњој Шлисељбуршкој тврђави (сама фабрика је названа по Морозову нешто раније, 1922. године). Статус радничке варошице насеље носи од 1. јуна 1925. године.
Током Другог светског рата варош се налазила на првој линији фронта пошто је лева обала Неве (на том месту широке 1,3 километра) била под окупацијом нациста. Након што су совјетске трупе пробиле блокаду Лењињинграда Морозовљева Варош је служила као полазна тачка за достављање хране, одеће и оружја у Лењинград.
Године 2012. варош је службено прославила 130 година од оснивања.

## Демографија
Према подацима са пописа становништва 2010. у вароши је живело 10.873 становника, док је према проценама националне статистичке службе за 2015. варошица имала 10.712 становника.
| 1939.  | 1959. | 1970. | 1979.  | 1989.  | 2002.  | 2010.  | 2015.  |
| ------ | ----- | ----- | ------ | ------ | ------ | ------ | ------ |
| 10,783 | 8,936 | 9,560 | 11,104 | 12,347 | 10,677 | 10,873 | 10,712 |